# Distretto di Bujant (Hovd)
Il distretto di Bujant è uno dei diciassette distretti (sum) in cui è suddivisa la provincia di Hovd, in Mongolia. Conta una popolazione di 2.673 abitanti (censimento 2010). 